# L'Arbresle
L'Arbresle é uma comuna francesa na região administrativa de Auvérnia-Ródano-Alpes, no departamento do Ródano. Estende-se por uma área de 3.36 km². Em 2010 a comuna tinha 6 614 habitantes (densidade: 1 968,5 hab./km²).